# Зеблик
Зеблик (њем. Seeblick) општина је у њемачкој савезној држави Бранденбург. Једно је од 26 општинских средишта округа Хафеланд. Према процјени из 2010. у општини је живјело 941 становника. Посједује регионалну шифру (AGS) 12063274.

## Географски и демографски подаци
Зеблик се налази у савезној држави Бранденбург у округу Хафеланд. Општина се налази на надморској висини од 25 метара. Површина општине износи 47,9 km². У самом мјесту је, према процјени из 2010. године, живјело 941 становника. Просјечна густина становништва износи 20 становника/km².